# Цзянъю
Цзянъю́ (кит. упр. 江油, пиньинь Jiāngyóu) — городской уезд городского округа Мяньян провинции Сычуань (КНР).

## История
При империи Северная Вэй в 505 году был образован уезд Цзянъю (江油县). При империи Западная Вэй в 553 году он был переименован в уезд Чанлун (昌隆县), при империи Тан в 712 году — в уезд Чанмин (昌明县). При империи Южная Сун на этой территории существовало уже два уезда — Цзянъю и Чжанмин (彰明县).
В 1935 году через территорию уезда прошли войска Красной армии, совершавшие Великий поход.
В 1950 году уезд Чжанмин вошёл в состав Специального района Мяньян (绵阳专区), а уезд Цзянъю — в состав Специального района Цзяньгэ (剑阁专区), в 1952 году переименованного в Специальный район Гуанъюань (广元专区). В 1953 году Специальный район Гуанъюань был расформирован, и уезд Цзянъю также перешёл в состав Специального района Мяньян. В 1958 году уезды Цзянъю и Чжанмин были объединены в уезд Цзянчжан (江彰县), который в 1959 году был переименован в Цзянъю. В 1970 году Специальный район Мяньян был преобразован в Округ Мяньян (绵阳地区). В 1985 году Округ Мяньян был преобразован в Городской округ Мяньян.
В 1988 году решением Госсовета КНР уезд Цзянъю был преобразован в городской уезд Цзянъю городского округа Мяньян.

## Административное деление
Городской уезд Цзянъю делится на 2 уличных комитета, 28 посёлков и 12 волостей.

## Достопримечательности
В городском уезде Цзянъю расположен мемориал поэта Ли Бо в виде большого парка с павильонами, храмом, мостом в виде ковша Большой Медведицы и монументами.